# Móstoles
Móstoles é um município da Espanha 
na província e comunidade autónoma de Madrid. Tem 45 km² de área e em 2021 tinha 209 639 habitantes (densidade: 4 658,6 hab./km²). Nela está o campus principal da Universidade Rey Juan Carlos.